# والدکوکسیب
والدکوکسیب (انگلیسی: Valdecoxib) یک داروی ضدالتهابی غیراستروئیدی (NSAID) است که در درمان آرتروز، آرتریت روماتوئید، و قاعدگی دردناک و علائم قاعدگی به کار می‌رود. این دارو یک مهارکننده انتخابی سیکلواکسیژناز-۲ است و در سال ۱۹۹۵ میلادی ثبت اختراع شد.